# Padina (Buzău)
Pour les articles homonymes, voir Padina.
Padina est une commune du județ de Buzău en Roumanie.